# Histoire de Cracovie
Cracovie est l'une des plus grandes et des plus anciennes villes de Pologne, avec une population urbaine de 756 441 habitants (2008). Située sur la Vistule (polonais : Wisła) dans la région de Petite Pologne, la ville remonte au 7e siècle. Elle a été la capitale de la Pologne de 1038 à 1596, la capitale du Grand-Duché de Cracovie de 1846 à 1918, et la capitale de Voïvodie de Cracovie du 14e siècle à 1999. Elle est aujourd'hui la capitale de la Voïvodie de Petite-Pologne.

## Histoire

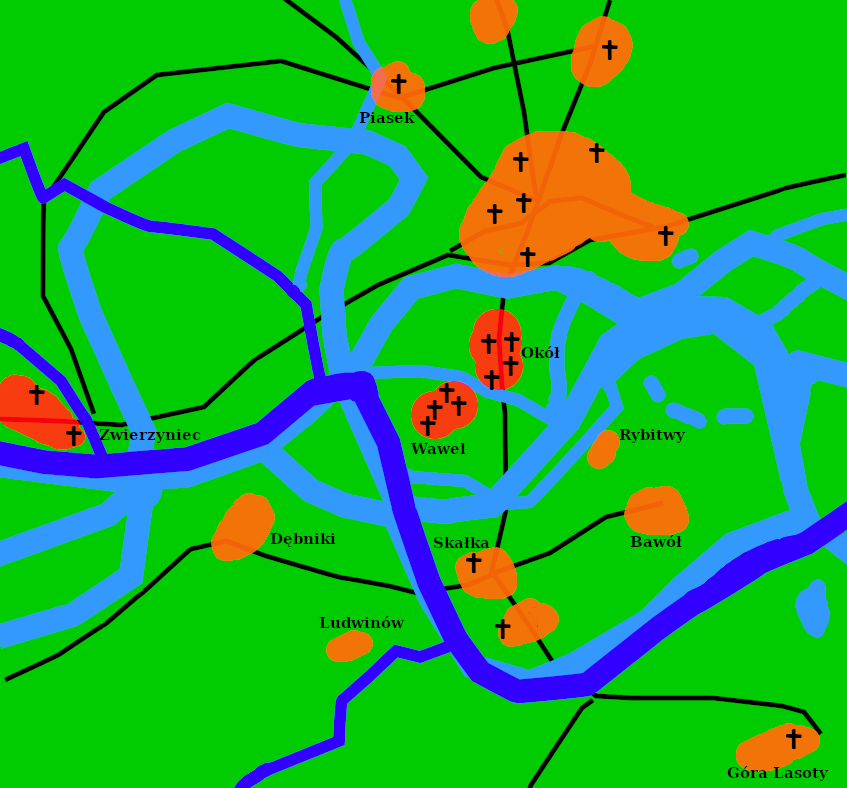
Les environs de Cracovie avant l'an 1257.

La plus ancienne colonie connue sur le site actuel de Cracovie a été établie sur la colline du Wawel, et remonte au 4e siècle. La légende attribue l'établissement de la ville au souverain mythique Cracovie, qui l'a construite au-dessus d'une grotte occupée par un dragon vorace, Smok Wawelski. De nombreux chevaliers ont tenté sans succès d'évincer le dragon par la force, mais à la place, Krakus lui a donné un agneau empoisonné, qui a tué le dragon. La ville était libre de s'épanouir. Des os de dragon, probablement celui de mammouth, sont exposés à l'entrée de la Cathédrale de Wawel. Avant la formation de l'État polonais, Cracovie était la capitale de la tribu des Vislanes, soumise pendant une courte période à la Grande Moravie. Après la destruction de la Grande Moravie par les Hongrois, Cracovie est devenue une partie du royaume de Bohême. La première apparition du nom de la ville dans les archives historiques remonte à 966, lorsqu'un juif sépharade voyageur, Ibrahim ibn Ya'qub, décrit Cracovie comme un centre commercial notable sous le règne du duc de Bohême de l'époque (Boleslav Ier le Cruel). Il mentionne également le baptême du prince Mieszko Ier et son statut de premier souverain historique de Pologne. Vers la fin de son règne, Mieszko prend Cracovie aux Bohémiens et l'incorpore dans les possessions de la dynastie des Piast.
| Groupe ethnique                                                                                            | Centre ville   | Kazimierz      | Kleparz        | Total          |
| Polonais                                                                                                   | Environ 5 000  | Environ 1 500  | Environ 1 000  | 7 500          |
| Allemands                                                                                                  | Environ 3 500  | -              | -              | 3 500          |
| Les juifs                                                                                                  | Environ 800    | -              | -              | 800            |
| Hongrois et/ou Italiens                                                                                    | Environ 200    | -              | -              | 200            |
| Autres | Environ 500    | -              | -              | 500            |
| Sous-total (citadins)                                                                                      | 10 000         | 1 500          | 1 000          | 12 500         |
| Cour, armée et clergé                                                                                      | Environ 2 500  | Environ 2 500  | Environ 2 500  | Environ 2 500  |
| Population totale                                                                                          | Environ 15 000 | Environ 15 000 | Environ 15 000 | Environ 15 000 |
| source : T. Ladenberger, Zaludnienie Polski na początku panowania Kazimierza Wielkiego, Lwów, 1930, p. 63. |                |                |                |                |

À la fin du 10e siècle, la ville était un centre commercial de premier plan. Des bâtiments en brique sont construits, notamment le château royal Wawel avec la rotonde des Saints Felix et Adauctus, églises architecture romane, une cathédrale et une basilique. Quelque temps après 1042, Casimir Ier le Restaurateur fait de Cracovie le siège du gouvernement polonais. En 1079, sur une colline voisine Skałka, l'évêque de Cracovie, saint Stanislas de Szczepanów, est tué sur ordre du roi de Pologne Boleslas II le Généreux. En 1138, le testament de Boleslas III Bouche-Torse est entré en vigueur à sa mort. Il divise la Pologne en cinq provinces, Cracovie étant désignée comme la province seniorale, destinée à être gouvernée par le membre mâle le plus âgé de la famille royale en tant que Haut Duc. Les luttes intestines entre frères ont cependant entraîné l'effondrement du système du séniorat, et une lutte centenaire entre les descendants de Boleslas III s'est ensuivie. La fragmentation de la Pologne (en) a duré jusqu'en 1320.
Cracovie a été presque entièrement détruite lors de la première invasion mongole de la Pologne en 1241, après que la tentative polonaise de repousser les envahisseurs eut été écrasée lors de la bataille de Chmielnik (en). Cracovie est reconstruite en 1257, sous une forme pratiquement inchangée, et reçoit du roi l'autonomie de la ville basée sur le droit de Magdebourg. En 1259, la ville est à nouveau ravagée par l'Empire mongol, 18 ans après le premier raid. Une troisième attaque, cette fois infructueuse, suit en 1287. L'année 1311 voit la rébellion (en) du wójt (en) Albert contre le duc de Pologne Ladislas Ier de Pologne. Elle impliquait principalement des citoyens de Cracovie germanophones qui sont massacrés. Par la suite, Cracovie a été progressivement repolonisée et les bourgeois polonais deviennent majoritaires.
La Cracovie médiévale était entourée d'un mur défensif de 1,9 mile (3 km) comprenant 46 tours et sept entrées principales qui le traversaient (voir la porte Florian et la barbacane de Cracovie). La consntruction des fortifications s'est étalée sur deux siècles. Le système défensif de la ville est apparu à Cracovie après l'emplacement de la ville, c'est-à-dire dans la seconde moitié du XIIIe siècle (1257). C'est à cette époque que la construction d'une ligne de fortification uniforme a commencé, mais il semble que le projet n'ait pas pu être achevé. Par la suite, les murs ont cependant été étendus et renforcés (un permis de Lech le Blanc a été accordé en 1285 pour encercler la ville avec de hauts murs de défense). Cracovie prend une nouvelle importance en 1364, lorsque Casimir III de Pologne fonde l'Académie de Cracovie, la deuxième université en Europe centrale après celle de Prague. Il existait déjà depuis 1150 une école cathédrale fonctionnant sous les auspices de l'évêque de la ville. La ville a continué à se développer sous la dynastie commune lituano-polonaise des Jagellon (1386-1572). En tant que capitale d'un État puissant, elle est devenue un centre florissant de la science et des arts.
Cracovie était membre de la ligue hanséatique et de nombreux artisans s'y sont installés, ont créé des entreprises et formé des guildes d'artisans. Le droit de la ville, y compris les représentations et les descriptions des corporations, était consigné en langue allemande dans le codex de Balthasar Behem. Ce codex se trouve aujourd'hui à la bibliothèque Jagellonne. À la fin du XIIIe siècle, Cracovie était devenue une ville à prédominance allemande. En 1475, des délégués de l'électeur George le Riche de Bavière sont venus à Cracovie pour négocier le mariage de la princesse Jadwiga de Pologne (Hedwig en allemand), la fille du roi Casimir IV Jagellon, à George le Riche. Jadwiga a voyagé pendant deux mois à Landshut en Bavière, où une célébration de mariage élaborée, le mariage de Landshut (en), a eu lieu. Vers 1502, Cracovie figurait déjà dans les œuvres de Albrecht Dürer ainsi que dans celles de Hartmann Schedel (Chronique de Nuremberg) et de Georg Braun (Civitates orbis terrarum).
Au cours du XVe siècle, des ecclésiastiques extrémistes ont prôné la violence à l'égard des Juifs, qui ont progressivement perdu leurs positions. En 1469, les Juifs ont été expulsés de leur ancienne résidence, située dans la rue Spiglarska. En 1485, les anciens juifs ont été contraints de renoncer au commerce à Cracovie, ce qui a conduit de nombreux juifs à partir pour Kazimierz (aujourd'hui un district de Cracovie) qui ne tombait pas sous le coup des restrictions dues à son statut de ville royale. Après l'incendie de Cracovie en 1494, une vague d'attaques anti-juives a eu lieu. En 1495, le roi Jean Ier Albert expulsa les Juifs des murs de Cracovie ; ils s'installèrent aussi à Kazimierz.

## Renaissance

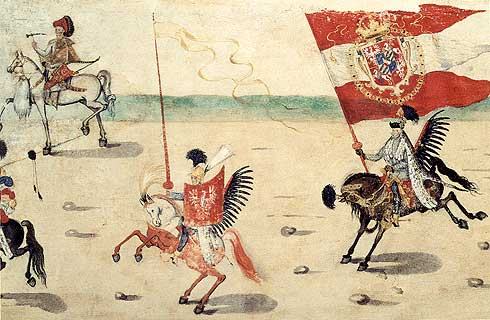
Hussards polonais lors de l'entrée à Cracovie en 1605

La Renaissance, dont l'influence est originaire d'Italie, arrive à Cracovie à la fin du XVe siècle, avec de nombreux artistes italiens dont Francesco Fiorentino, Bartolommeo Berrecci (en), Santi Gucci, Mateo Gucci (en), Bernardo Morando, et Giovanni Battista di Quadro. Cette période, qui a donné lieu à de nombreuses activités intellectuelles, a produit de nombreux artistes et scientifiques remarquables tels que Nicolas Copernic, qui a étudié à l'université Jagellonne. En 1468, l'humaniste italien Filippo Buonaccorsi est venu à Cracovie, où il a travaillé comme professeur des enfants de Casimir IV . En 1488, l'impérial poète lauréat et humaniste Conrad Celtes a fondé la « Sodalitas Litterarum Vistulana » (« Sodalité littéraire de la Vistule »), une société savante basée sur les associations romaines. En 1489, le sculpteur Veit Stoss de Nuremberg a terminé son travail sur le maître-autel (en) de l'église Sainte-Marie. Plus tard, il a réalisé un sarcophage en marbre pour son bienfaiteur Casimir IV. En 1500, Johann Haller (en) avait établi une imprimerie dans la ville. De nombreuses œuvres du mouvement de la Renaissance y ont été imprimées à cette époque.
L'art et l'architecture ont prospéré sous l'œil attentif du roi Sigismond Ier le Vieux, qui est monté sur le trône en 1507. Il épouse Bona Sforza, d'une grande famille italienne, et grâce à ses nouvelles relations avec l'Italie, il entreprend le grand projet (sous la direction de l'architecte florentin Berrecci) de transformer l'ancienne résidence des rois de Pologne, le château de Wawel, en un palais moderne de la Renaissance. En 1520, Hans Behem réalise la plus grande cloche d'église, nommée cloche de Sigismund (en) en l'honneur du roi Sigismond Ier. À la même époque, Hans Dürer, frère cadet d'Albrecht Dürer, était le peintre de la cour de Sigismond. Vers 1511, Hans von Kulmbach a peint une série de panneaux pour l'église des Pères Paulins à Skałka et pour l'église Sainte-Marie. Sigismond Ier a également fait venir des chefs italiens qui ont introduit la cuisine italienne.
En 1558, une liaison postale permanente entre Cracovie et Venise, capitales respectives du royaume de Pologne et de la république de Venise, est établie et Poczta Polska est fondée. En 1572, le roi Sigismond II meurt sans enfant, et le trône passe brièvement à Henry de Valois, puis à la sœur de Sigismond II, Anna Jagellon et à son mari Étienne Báthory, et enfin à Sigismond III de la dynastie suédoise Vasa. Son règne changea radicalement Cracovie, puisqu'il transféra le gouvernement à Varsovie en 1596. Une série de guerres s'ensuivit entre la Suède et la Pologne.

## Après les partitions de la Pologne
À la fin du XVIIIe siècle, la république des Deux Nations a été divisée à trois reprises par ses voisins expansionnistes : la Russie impériale, l'Empire autrichien et le royaume de Prusse. Après les deux premiers partages (1772 et 1793), Cracovie faisait toujours partie de la Pologne, bien que celle-ci soit considérablement réduite. En 1794, Tadeusz Kościuszko a déclenché une révolte contre les puissances ayant partagé la Pologne sur la place du marché de Cracovie. L'armée polonaise, comprenant de nombreux paysans, se battit contre les armées russes et prussiennes, mais les forces plus importantes de ces dernières finirent par supprimer la révolte. L'armée prussienne a pris Cracovie le 15 juin 1794 et a pillé les Trésors royaux polonais conservés au château de Wawel. Les insignes volés, évalués à 525 259 thaler, ont été secrètement fondus en mars 1809, tandis que les pierres précieuses et les perles ont été affectées à Berlin. La Pologne a ensuite été divisée pour la troisième fois en 1795, et Cracovie a été intégrée à la province autrichienne de Galicia.
Lorsque Napoléon Bonaparte du Premier Empire français a capturé une partie de ce qui avait été la Pologne, il a établi le duché de Varsovie en 1807 en tant qu'État indépendant mais subordonné. La Galicie occidentale, comprenant Cracovie, a été prise à l'empire autrichien et ajoutée au duché de Varsovie en 1809 par le traité de Schönbrunn, qui a mis fin à la guerre de la cinquième coalition. Le congrès de Vienne en 1815 rétablit la partition de la Pologne, mais donne à Cracovie une indépendance partielle en tant que ville libre de Cracovie. En 1846, la ville est à nouveau au centre d'une lutte pour la souveraineté nationale, lors du soulèvement de Cracovie. Le soulèvement ne parvint pas à s'étendre en dehors de la ville, et fut réprimé, ce qui entraîna la création du Grand-Duché de Cracovie au sein de l'Empire autrichien. En 1850, 10 % de la ville fut détruit lors du grand incendie de Cracovie (en).
Après la guerre austro-prussienne de 1866, l'Autriche a accordé une autonomie partielle à Galicia, faisant du polonais une langue de gouvernement et établissant une diète provinciale. Comme cette forme de gouvernement autrichien était plus bienveillante que celle exercée par la Russie et la Prusse, Cracovie devint un symbole national polonais et un centre de culture et d'art, souvent appelé « Athènes polonaise » (Polskie Ateny) ou « La Mecque polonaise », où les Polonais affluaient pour vénérer les symboles et les monuments du grand passé de Cracovie (et de la Pologne). Plusieurs commémorations importantes ont eu lieu à Cracovie durant la période 1866-1914, dont le 500e anniversaire de la Bataille de Grunwald en 1910, au cours duquel le pianiste de renommée mondiale Ignacy Paderewski a dévoilé un monument. Parmi les peintres, poètes et écrivains célèbres de cette période, qui vivaient et travaillaient dans la ville, figurent Jan Matejko, Stanisław Ignacy Witkiewicz, Jan Kasprowicz, Juliusz Kossak, Wojciech Kossak, Stanisław Wyspiański et Stanisław Przybyszewski. Ces deux derniers étaient des leaders du modernisme polonais.

## XXesiècle

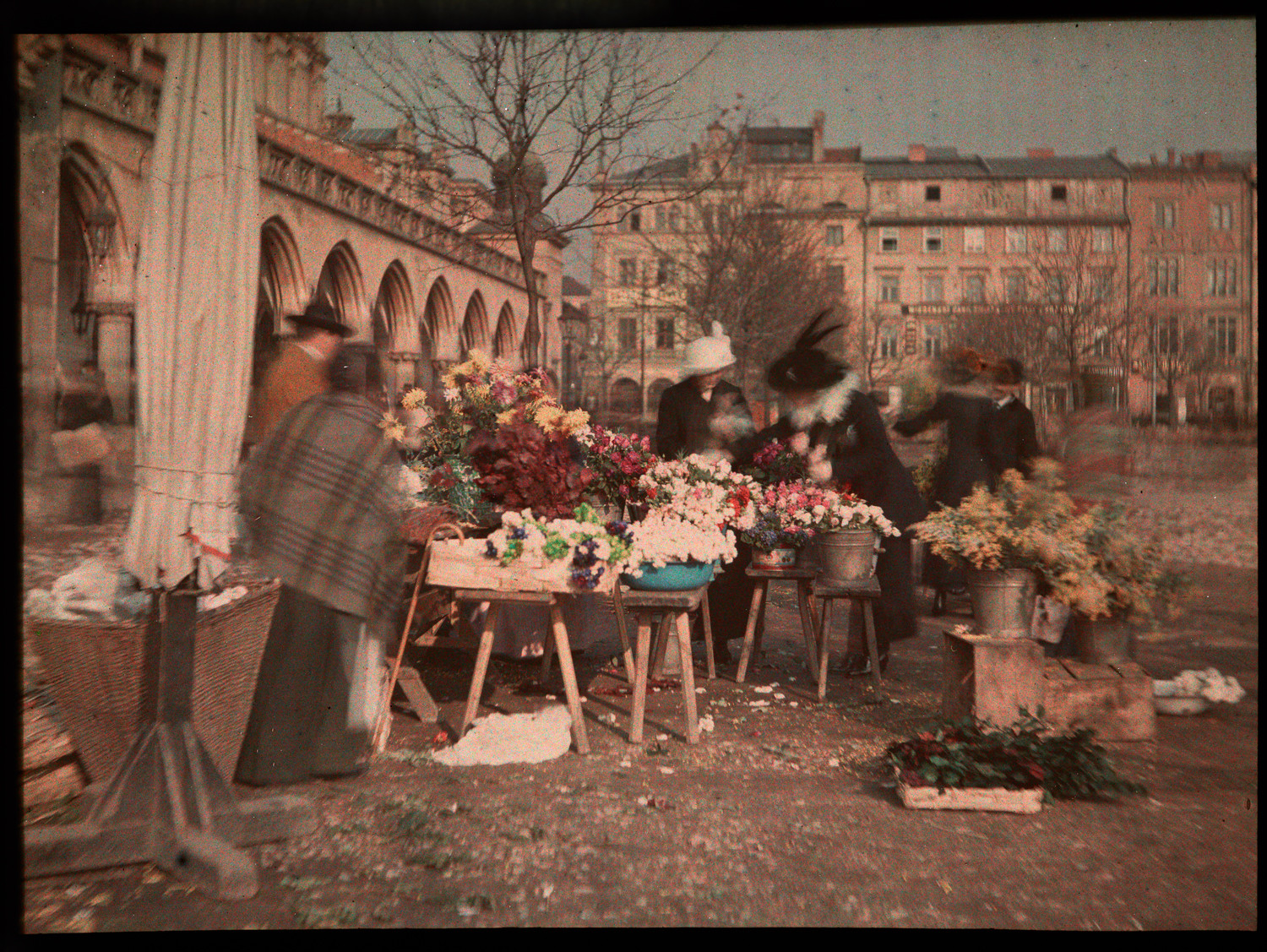
Kraków 1912

Lors de la Fin de siècle, même pendant les partitions de la Pologne, Cracovie était célèbre pour être le centre de la renaissance nationale et de la culture polonaise, mais la ville devenait aussi une métropole moderne pendant cette période. En 1901, la ville a installé l'eau courante et a vu l'introduction de ses premiers tramways électriques. Le développement politique et économique le plus important de la première décennie du XXe siècle à Cracovie a été la création du Grand Cracovie (Wielki Kraków), l'incorporation des communautés suburbaines environnantes en une seule unité administrative. L'incorporation a été supervisée par Juliusz Leo, le maire énergique de la ville de 1904 à sa mort en 1918 (voir aussi : les Maires de Cracovie). Grâce à la migration des campagnes et aux fruits de l'incorporation de 1910 à 1915, la population de Cracovie a doublé en quinze ans seulement, passant d'environ 91 000 à 183 000 habitants en 1915. Les troupes russes ont assiégé Cracovie pendant le premier hiver de la Première Guerre mondiale, et des milliers d'habitants ont quitté la ville pour la Moravie et d'autres endroits plus sûrs, revenant généralement au printemps et à l'été 1915. Pendant la guerre, les Légions polonaises de la Première Guerre mondiale, dirigées par Józef Piłsudski, ont entrepris de se battre pour la libération de la Pologne, en alliance avec les troupes autrichiennes et allemandes. Les Empires austro-hongrois et allemand ont perdu la guerre, mais les termes du Traité de Versailles (1919) ont établi le premier État souverain polonais depuis plus d'un siècle. Entre les deux guerres mondiales, Cracovie a également été un centre culturel et religieux juif important (voir : Synagogues de Cracovie), le mouvement sioniste étant relativement fort au sein de la population juive de la ville.

### L'invasion de la Pologne en 1939
La Pologne a été de nouveau divisée au début de la Seconde Guerre mondiale. Les forces de l'Allemagne nazie sont entrées à Cracovie le 6 septembre 1939. Les habitants de la ville ont été sauvés de l'attaque allemande par le courageux Stanisław Klimecki qui est allé à la rencontre des troupes d'invasion de la Wehrmacht. Il s'est approché d'eux en leur demandant d'arrêter de tirer car la ville était sans défense : « Feuer einstellen ! » et s'est offert en otage. Il a été tué par la Gestapo trois ans plus tard dans la forêt de Niepołomice. Cracovie est devenue la capitale du Gouvernement général, une autorité coloniale sous la direction de Hans Frank. L'occupation a fait payer un lourd tribut, notamment au patrimoine culturel de la ville. Tout d'abord, pendant la tristement célèbre Sonderaktion Krakau 184 professeurs et universitaires de l'université Jagellonne (dont le recteur Tadeusz Lehr-Spławiński entre autres) ont été arrêtés au Collegium Novum lors d'une réunion ordonnée par le chef de la Gestapo, le SS-Obersturmbannführer Bruno Müller. Le président de Cracovie, Klimecki, a été appréhendé à son domicile le soir même. Après deux semaines, ils ont été envoyés au camp de concentration de Sachsenhausen de l'autre côté de Berlin, et en mars 1940 au camp de concentration de Dachau,. Ceux qui ont survécu n'ont été libérés qu'après une protestation internationale impliquant le Vatican.
De nombreux vestiges et monuments de la culture nationale ont été pillés et détruits (une fois de plus), y compris la statue en bronze d'Adam Mickiewicz volée pour être mise au rebut. La population juive a d'abord été ghettoïsée, puis assassinée. Deux grands camps de concentration près de Cracovie comprenaient Płaszów et le camp d'extermination de Auschwitz, vers lequel de nombreux Polonais et Juifs polonais ont été envoyés. Les événements spécifiques entourant le Ghetto de Cracovie et les camps de concentration voisins ont été décrits dans le film La Liste de Schindler, lui-même basé sur un livre de Thomas Keneally du même nom,.

### L'offensive soviétique
Selon un récit commun popularisé par le parti communiste sous contrôle soviétique de la république populaire de Pologne, Cracovie aurait échappé aux destructions prévues lors du retrait allemand grâce à l'avancée rapide des armées soviétiques. Il existe plusieurs versions différentes de ce récit,,. Selon une version basée sur des déclarations soviétiques auto-écrites, Marshal Ivan Konev prétendit avoir été informé par les patriotes polonais du plan allemand, et s'efforça de préserver Cracovie de la destruction en ordonnant une attaque éclair de la ville tout en ne coupant délibérément pas les Allemands de la seule voie de repli, et en ne facilitant pas l'attaque par l'aviation et l'artillerie. La crédibilité de ces récits a été mise en doute par l'historien polonais Andrzej Chwalba qui ne trouve aucune preuve matérielle du plan directeur allemand de démolition et aucune preuve écrite montrant que Konev a ordonné l'attaque dans l'intention de préserver la ville. Il présente la stratégie de Konev comme ordinaire - n'ayant entraîné qu'accidentellement peu de dommages à Cracovie - exagérée plus tard en un mythe de « Konev, sauveur de Cracovie » par la propagande soviétique. L'entrée de l'Armée rouge dans la ville s'est accompagnée d'une vague de viols de femmes et de jeunes filles, ce qui a donné lieu à des protestations officielles,.
Après la guerre, le gouvernement de la république populaire de Pologne a ordonné la construction de la plus grande aciérie du pays dans la banlieue de Nowa Huta . Cette décision fut considérée par certains comme une tentative de diminuer l'influence du patrimoine intellectuel et artistique de Cracovie en industrialisant la ville et en y attirant la nouvelle classe ouvrière.
La ville est considérée par beaucoup comme la capitale culturelle de la Pologne. En 1978, l'UNESCO a placé Cracovie sur la liste des sites du patrimoine mondial. La même année, le 16 octobre 1978, l'archevêque de Cracovie, Karol Wojtyła, a été élevé au rang de papauté en tant que Jean Paul II, le premier pape non italien depuis 455 ans.

## XXIesiècle
La population de Cracovie a quadruplé depuis la fin de la Seconde Guerre mondiale. Après l'effondrement de l'Empire soviétique et l'adhésion à l'Union européenne, la délocalisation du travail d'autres nations est devenue importante pour l'économie de Cracovie et de la Pologne en général ces dernières années. La ville est le centre clé de ce type d'activité commerciale. Il y a environ 20 grandes sociétés multinationales à Cracovie, dont des centres desservant IBM, General Electric, Motorola et Sabre Holdings, ainsi que des entreprises basées en Grande-Bretagne et en Allemagne,.

### Lecture complémentaire
- Laurențiu Rădvan (ro) (Traduit par Valentin Cîrdei), At Europe's Borders : Villes médiévales dans les principautés roumaines, Leiden, Brill, 2010 (ISBN 9789004180109, lire en ligne), « Villes du Royaume de Pologne : Wroclaw et Cracovie », p. 47+